# Štěnovický Borek
Štěnovický Borek är en ort i Tjeckien.   Den ligger i regionen Plzeň, i den västra delen av landet, 90 km sydväst om huvudstaden Prag. Štěnovický Borek ligger 409 meter över havet och antalet invånare är 359.
Terrängen runt Štěnovický Borek är huvudsakligen platt, men åt nordost är den kuperad. Runt Štěnovický Borek är det ganska glesbefolkat, med 32 invånare per kvadratkilometer. Närmaste större samhälle är Plzeň, 11,4 km norr om Štěnovický Borek. I omgivningarna runt Štěnovický Borek växer i huvudsak blandskog.